# Meriden, Connecticut

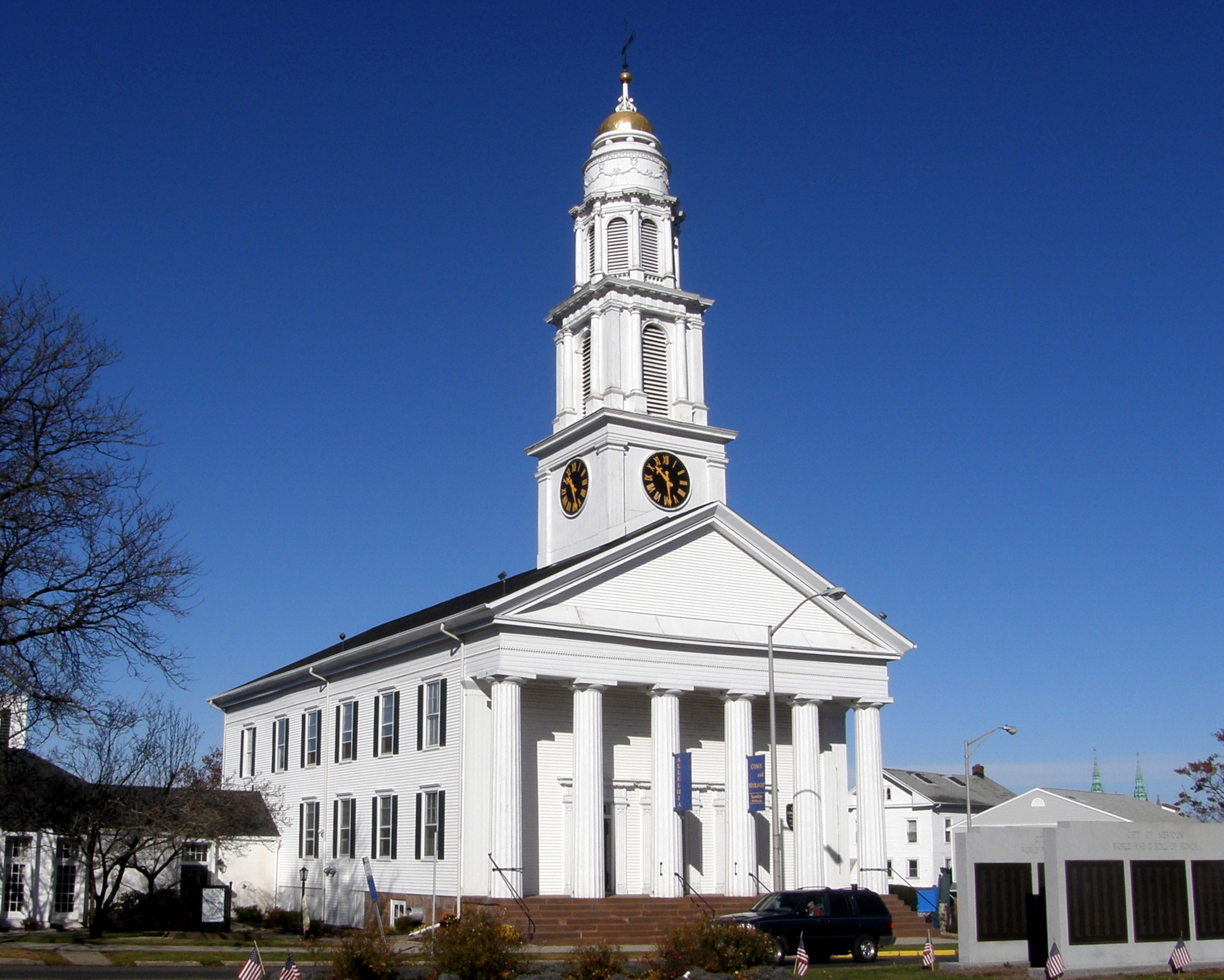

Meriden, Connecticut là một thành phố thuộc quận New Haven trong tiểu bang Connecticut, Hoa Kỳ. Thành phố có tổng diện tích km², trong đó diện tích đất là km². Theo ước tính năm 2005, thành phố có dân số 59.653 người.
Meriden ban đầu được một phần của Wallingford. Nó đã được cấp nhà hội hợp riêng năm 1727, đã trở thành một thị trấn năm 1806, và thành lập thành phố vào năm 1867. Nó được đặt tên theo thị trấn Meriden, West Midlands, Anh.
Ngôi nhà lâu đời nhất ở thành phố vẫn còn, được xây dựng bởi Solomon Goffe năm 1711, bây giờ là một bảo tàng, nhà Solomon Goffe.
Trong những năm 1800, Meriden được mệnh danh là "Silver City", do số lượng lớn của dao kéo và các sản phẩm liên quan được sản xuất bởi các công ty như International Silver và Meriden Cutlery.